# Лоренс Стоддард
Лоренс Стоддард (англ. Laurence Stoddard, 22 грудня 1903 — 26 січня 1997) — американський академічний веслувальник.
Олімпійський чемпіон 1924 року в складі вісімки.